# نوده (بوئین‌زهرا)
نوده (بوئین‌زهرا)، روستایی از توابع بخش رامند شهرستان بوئین‌زهرا در استان قزوین ایران است.

## جمعیت
این روستا در دهستان ابراهیم‌آباد قرار دارد و براساس سرشماری مرکز آمار ایران در سال ۱۳۸۵، جمعیت آن ۴۵۷ نفر (۱۳۴خانوار) بوده‌است.